# Jonás Cuarón

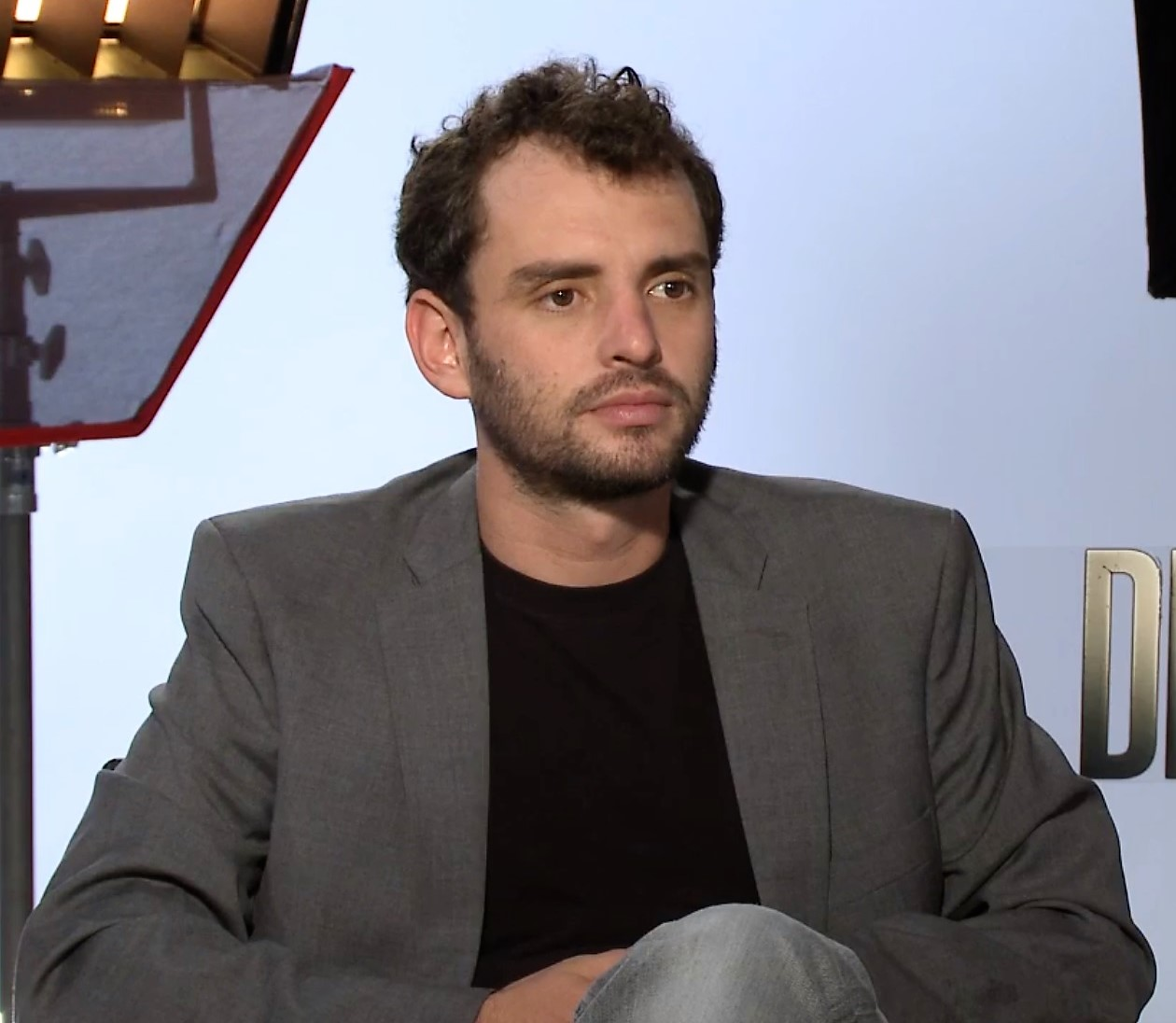
Jonás Cuarón

Jonás Cuarón (* 1981 in Mexiko-Stadt) ist ein mexikanischer Regisseur und Drehbuchautor. Er ist der Sohn des Regisseurs Alfonso Cuarón.
Jonás Cuarón absolvierte ein Filmstudium an der US-Elitehochschule Vassar College. 2007 erschien sein erster Spielfilm Año uña. Für den Welterfolg Gravity schrieb er am Drehbuch mit und erstellte den dazugehörigen Kurzfilm Aningaaq. Gemeinsam mit Regisseur Alfonso Cuarón ist er in der Kategorie Bestes Original-Drehbuch bei den British Academy Film Awards 2014 nominiert.

## Filmografie
- 2007: Año uña
- 2007: The Shock Doctrine (Kurzfilm)
- 2013: Gravity (Drehbuch)
- 2013: Aningaaq (Kurzfilm)
- 2015: Desierto – Tödliche Hetzjagd (Desierto)
- 2023: Chupa